# アフリカ大湖沼

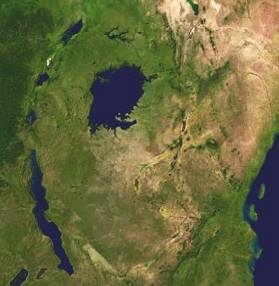
アフリカ大湖沼

アフリカ大湖沼（アフリカだいこしょう）は、アフリカ大陸の大地溝帯にある湖の総称である。
広義の意味では、世界で2番目に大きい淡水湖であり、アフリカ最大の湖であるヴィクトリア湖や、世界で2番目に深い湖であるタンガニーカ湖をはじめとする以下の湖が含まれる。
- タンガニーカ湖
- ヴィクトリア湖
- アルバート湖
- エドワード湖
- キブ湖
- マラウイ湖
- トゥルカナ湖

狭義の意味では、白ナイル川の水源であるヴィクトリア湖・アルバート湖・エドワード湖の3つのみが大湖沼と呼ばれる。タンガニーカ湖とキブ湖はコンゴ川に注ぎ、マラウイ湖はシーレ川を経てザンベジ川に注ぐ。
アフリカ大湖沼はこれらの大きな湖だけを指す用語だが、それ以外にもリフトバレー湖沼群（Rift Valley lakes）をはじめとして大地溝帯には湖沼が無数に存在する。